# Andrew Bergman
Andrew Bergman (nascut el febrer de 20, 1945) és un guionista, director de cinema i novel·lista nord-americà. Les seves pel·lícules més conegudes són Selles de muntar calentes, The In-Laws, El passarell i Striptease.

## Primers anys
Nascut en una família jueva, Bergman es va graduar a la Universitat de Binghamton el 1965 i va obtenir un PhD en història dels Estats Units a la Universitat de Wisconsin–Madison el 1970.
La seva tesi, un estudi de les pel·lícules de Hollywood de l'època de la depressió, va ser publicada l'any 1971 per NYU Press amb el títol We're in the Money: Depression America and Its Films. També va escriure James Cagney: The Pictorial Treasury of Film Stars.

## Carrera

### Guionista
Bergman va entrar a la indústria del cinema escrivint el guió original (titulat Tex X) que va servir de base per al clàssic de Mel Brooks Selles de muntar calentes (1974), i va ser un dels escriptors que el van adaptar al seu estat final. Més tard va ser l'únic creador de l'adaptació pilot de la sèrie de televisió anomenada "Black Bart" protagonitzada per Louis Gossett Jr. per a CBS que només es va emetre una vegada el 4 d'abril de 1975. La producció només era un requisit contractual de Warner Bros. per tal de mantenir els drets de les pel·lícules per produir futures seqüeles. Mel Brooks no va tenir cap implicació.
Va escriure una pel·lícula de gàngsters Rhapsody in Crime que mai es va fer. Warner Bros es va acostar a ell per escriure una seqüela de Freebie i Bean amb Peter Falk i Alan Arkin. En canvi, a Bergman se li va ocórrer The In-Laws (1979).

### Director
The In-Laws va ser un èxit, així que Bergman va poder dirigir el seu següent guió, Professor a la meva mida (1981) protagonitzada per Ryan O'Neal. Va ser una decepció de taquilla.
Bergman va escriure Oh, God! You Devil (1984) i Fletch (1985) protagonitzada per Chevy Chase. Aquest últim va ser un gran èxit. Menys èxit va ser Big Trouble (1986), l'última pel·lícula que va ser dirigida per John Cassavetes. El 1987, The Lobell/Bergman Company, que era una empresa conjunta amb el productor Michael Lobell, havia signat un acord de primer cop a Universal Pictures per gestionar la producció cinematogràfica de diverses pel·lícules.
La revista New York el 1985 el va batejar com "El rei desconegut de la comèdia".
Va escriure i dirigir El passarell (1990) protagonitzada per Marlon Brando i Matthew Broderick i va fer una reescriptura a Escàndol al plató  (1991). Va ser productor executiu de diverses pel·lícules, com ara El cel es va equivocar (1989), Ullal blanc (1991), Compte amb la família Blue (1993) i La lliga d'en Billy (1994).
Bergman va escriure i dirigir Lluna de mel per a tres (1992) protagonitzada per Nicolas Cage, James Caan i Sarah Jessica Parker; i va dirigir Et podria passar a tu (1994) protagonitzada per Nicolas Cage i Bridget Fonda.
Va escriure l'esborrany inicial de The Scout (1994), encara que diu que la pel·lícula resultant és diferent de la seva versió. La pel·lícula dóna crèdit a l'escriptor Roger Angell, Bergman, Monica Johnson i l'estrella Albert Brooks.
Bergman va escriure i dirigir Striptease (1996) protagonitzada per Demi Moore, i va dirigir el biopic de Jacqueline Susann Isn't She Great  (2000) protagonitzada per Bette Midler i Nathan Lane.
Ha escrit quatre novel·les: The Big Kiss-Off of 1944, Hollywood and LeVine, Tender Is LeVine, i Sleepless Nights. Els tres primers són històries de detectius noir sobre un detectiu privat jueu anomenat Jack LeVine (originalment Jacob Levine) a la Nova York dels anys quaranta. El quart és un estudi psicològic d'una família jueva. També va escriure la comèdia de Broadway, Social Security, i Working Title.
El premi Andrew Bergman d'escriptura d'història és atorgat per la Universitat de Wisconsin.

### Teatre
La seva primera obra a Broadway, Social Security, es va estrenar el 1986, protagonitzada per Marlo Thomas i Ron Silver.
El 2013, Bergman va adaptar la seva pel·lícula i escriure el llibre per al musical de Broadway Honeymoon in Vegas, amb música i lletra de Jason Robert Brown.

## Premis
El 2007, Bergman va rebre el premi Ian McLellan Hunter a la seva trajectòria en lel guió del Sindicat de Guionistes dels Estats Units.